# Peter Baltus
Peter Baltus, (Uitgeest, 24 juni 1972) bijgenaamd "Het Beest van Uitgeest", is een Nederlands powerlifter en voormalig Sterkste Man-deelnemer en tevens winnaar van de titel Sterkste Man van Nederland van 2003. Tijdens deze wedstrijd was Baltus 30 jaar en woog hij 143 kg, bij een lengte van 196 cm. In het dagelijks leven (2014) werkt Peter Baltus in een staalfabriek.
Hij won de titel van Sterkste Man in 2003 met slechts een halve punt verschil op Jarno Hams.
Peter Baltus trainde tussen 2003 en 2009 mannen ("jongens") voor onder andere de Sterkste Man-wedstrijden en zelf doet hij afwisselend nog aan fitness en powerlifting.
Baltus is na zijn titel in 2003 zeer afwisselend met krachtsport bezig geweest. Na de titel nog meegedaan aan Sterkste Man van de Wereld, waar hij 10e werd in 2003. Daarna was het voor hem genoeg, toen zijn jongensdroom (Sterkste Man van Nederland worden) was uitgekomen, was de koek ook op. Baltus koos voor fitness en stopte daarna helemaal met trainen. Na een heupblessure in 2010-2011 (die hij ook had tussen 2000 en 2003) kreeg hij fysiotherapie en spoorde zij hem aan weer te gaan fitnessen. Dit resulteerde er na een poosje fitness in dat hij rond 2011 weer zware krachttraining ging doen. Niet zonder resultaat, hij werd Nederlands kampioen deadlift in 2012, in de categorie zwaargewicht senioren 40-49 jaar.
Ondanks zijn bijnaam, verhuisde hij in 2008 naar Sijbekarspel. Hij kwam eind januari 2013 in het nieuws toen een vrouw aangereden werd door een bestelbus die op een parkeerterrein achteruit reed en de vrouw eronder belandde. Baltus tilde de bus op. Zijn buurman die samen met Baltus in een auto zat kwam even later ook meehelpen om de bus hoog te blijven houden, zodat de vrouw bevrijd kon worden.

## Behaalde resultaten
- 2e plaats Sterkste Man van Nederland  1999
- 2e plaats Sterkste Man van Nederland  2000
- 1e plaats Sterkste Man van Nederland  2003

## Deadlift
- 325 kg - Nederlands record senioren 40-49 jaar, 2012 (verbroken in 2021 door Jitse Kramer, 420 kg - tevens meteen het algehele Nederlands record)